# Dave Weiner
Dave Weiner (ur. 24 września 1976) – amerykański gitarzysta, najbardziej rozpoznawalny z występowania z zespołem koncertowym Steve'a Vaia. Artysta publikuje również nagrania szkoleniowe pod tytułem „Riff of the Week”, które pojawiają się co środę w serwisach internetowym YouTube, iTunes oraz na jego stronie domowej. Weiner udziela również lekcji online.

## Współpraca ze Steve'em Vai
Weiner po raz pierwszy pojawił się w zespole Steve'a Vai, gdy zaczął pobierać nauki w Musicians Institute w Los Angeles. W trakcie studiów dostał pracę w charakterze praktykanta w biurze; jego przełożony znał Steve Vaia. Po dostarczeniu dokumentów do domu Vaia, Weiner poznał go również, zaś po jakimś czasie przekazał mu swoje demo. Po około dwóch tygodniach Vai zadzwonił do przełożonego Weinera, zaś samego Weinera poproszono o przybycie do studia Vaia, nauczenie się czternastu utworów i dołączenie do grupy jego muzyków na trasie. Weiner koncertuje z Vaiem, jak też z trio G3. Weiner koncertuje również z własną grupą.

## Solo
Weiner nagrał solowo dwa albumy. Pierwszy z nich, „Shove the Sun Aside”, po raz pierwszy wydała w roku 2004 wytwórnia Meyer Jane Music, zaś wydanie powtórne ukazało się w marcu 2005 nakładem Favored Nations. Jest to album instrumentalny, na którym Weiner najczęściej gra na gitarze siedmiostrunowej. Drugi album Weinera, „On Revolute”, ukazał się 25 maja 2010.

## Dyskografia
- Steve Vai – Alive In An Ultra World (2001)
- Kam – Kamnesia (2001)
- Dave Weiner – Shove the Sun Aside (2004)[2]
- Joe Satriani, Steve Vai, Yngwie Malmsteen – G3 Live: Rockin' In The Free World (2004)
- Dave Weiner – On Revolute (2010)[3]
- Joe Satriani, Steve Vai, John Petrucci – G3 Live In Tokyo (2008)
- Steve Vai – Where The Wild Things Are (2009)
- Dave Weiner – A Collection Of Short Stories: Vol. 1 (2012)[4]
- Dominic Gaudious – The Dominic Didgeridoo Express (2014)